# Guillemundus
Guillemundus (gestorven in 827), ook bekend als Guillemó, was de graaf van Rasez (huidige departement Aude in Frankrijk) en Conflent (huidige noorden van Catalonië in Spanje). Hij werd graaf van deze gebieden in 820, na de dood van zijn vader.
De naam Guillemundus kreeg hij door zijn vader Willem met de Hoorn (Guillem), graaf van Toulouse en neef van Karel de Grote.